# Stenophareus roraimus
Stenophareus roraimus – gatunek kosarza z podrzędu Laniatores i rodziny Stygnidae. Jedyny znany przedstawiciel monotypowego rodzaju Stenophareus.

## Występowanie
Gatunek wykazany z brazylijskiego stanu Roraima.